# Gallet de roca de la Guaiana
El gallet de roca de la Guaiana (Rupicola rupicola) és una espècie d'ocell amb una prominent cresta de mitja lluna, cua negra i tacada de taronja, ales negre-taronja-blanques, ataronjats filaments de les plomes internes. La seva longitud total és d'un 30 cm i pesa uns 200-220 g. Es distribueix en regions muntanyenques de la Guaiana, est de Colòmbia, sud de Veneçuela, Surinam, Guaiana Francesa i el nord de l'Estat de l'Amazones (Brasil); prefereix un hàbitat de selva humida prop de masses rocoses. La seva dieta consisteix majorment de fruites.